# André Vercruysse
André Vercruysse foi um ciclista de estrada belga. Competiu como representante de seu país nos Jogos Olímpicos de Verão de 1920 em Antuérpia, onde conquistou a medalha de bronze no contrarrelógio por equipes, junto com Albert Wyckmans, Albert De Bunné e Jean Janssens.